# راکسبی، یورک‌شر شمالی
راکسبی (به انگلیسی: Roxby) یک روستا و محله مدنی در بریتانیا است که در اسکاربرو، یورک‌شر شمالی واقع شده‌است. راکسبی ۱۲۰ نفر جمعیت دارد.